# Alexander Moyzes
Alexander Moyzes (4. září 1906 Kláštor pod Znievom – 20. listopadu 1984 Bratislava) byl slovenský skladatel, jeden z hlavních představitelů meziválečné slovenské hudební moderny, syn hudebního skladatele Mikuláše Moyzese.

## Život
Moyzes je autorem orchestrálních děl (12 symfonií, symfonické předehry Jánošíkovi chlapci a Nikola Šuhaj, Tance z Pohronia, suity), instrumentálních koncertů, opery Udatný král, vokální tvorby (kantáty, písňové cykly Farby na palete a V jeseni), komorních skladeb, úprav lidových písní, scénické, filmové a jiné hudby.
V letech 1966–1971 byl rektorem na Vysoké škole múzických umení v Bratislavě.
Slezský písničkář Jaromír Nohavica ve své písni Těšínská Moyzese krátce zmiňuje, nespecifikuje však, jedná-li se o (tehdy čtyřletého) Alexandra či jeho otce.